# Saltos ornamentais no Campeonato Europeu de Esportes Aquáticos de 2021 - Plataforma 10 m sincronizado misto
A prova da plataforma 10 m sincronizado misto dos saltos ornamentais no Campeonato Europeu de Esportes Aquáticos de 2021 ocorreu no dia 11 de maio na Arena Danúbio, em Budapeste na Hungria.

## Calendário
| Fase  | Data       | Hora  |
| ----- | ---------- | ----- |
| Final | 11 de maio | 19:30 |

Todos os horários estão no horário local (UTC+1)

## Medalhistas
| Ouro                                     | Prata                                                   | Bronze                                        |
| Ucrânia · Kseniia Bailo · Oleksii Sereda | Reino Unido · Andrea Spendolini-Sirieix · Noah Williams | Rússia · Ekaterina Beliaeva · Viktor Minibaev |

## Resultados
Esses foram os resultados da competição.
| Pos.              | Nacionalidade | Saltadores                              | Pontos | Pontos | Pontos | Pontos | Pontos | Pontos | Pontos |
| Pos.              | Nacionalidade | Saltadores                              | T1     | T2     | T3     | T4     | T5     | Total  |        |
| ----------------- | ------------- | --------------------------------------- | ------ | ------ | ------ | ------ | ------ | ------ | ------ |
| Medalha de ouro   | Ucrânia       | Kseniia Bailo Oleksii Sereda            | 50.40  | 48.60  | 70.20  | 80.64  | 75.84  | 325.68 |        |
| Medalha de prata  | Reino Unido   | Andrea Spendolini-Sirieix Noah Williams | 49.20  | 48.60  | 68.40  | 72.00  | 69.12  | 307.32 |        |
| Medalha de bronze | Rússia        | Ekaterina Beliaeva Viktor Minibaev      | 51.00  | 48.00  | 71.10  | 65.28  | 67.20  | 302.58 |        |
| 4                 | Alemanha      | Christina Wassen Patrick Hausding       | 47.40  | 49.20  | 70.08  | 51.30  | 71.04  | 289.02 |        |
| 5                 | Itália        | Maia Biginelli Riccardo Giovannini      | 48.60  | 47.40  | 57.96  | 54.90  | 64.32  | 273.18 |        |